# Păcală amorezat
Păcală amorezat sau Păcală îndrăgostit este un film românesc de comedie de animație din 1924 regizat de Aurel Petrescu. Revista Cinema anunța în 1925 terminarea filmului.
Din Păcală amorezat s-au păstrat doar patru capete de plan din album și câteva cadre publicate în 1925, în revista Cinema. Aspectul lui Păcală este oarecum curios, părând a fi desenat după o marionetă sau o păpușă de celuloid, ceea ce a dus la concluzia că Aurel Petrescu a folosit aici tehnica cartoanelor decupate. Însuși autorul menționează că personajul „se decupează, având grijă de a-l descompune, astfel că obținem membrele separat.”

## Vezi și
- Păcală și compania
- Păcală

Format:Aurel Petrescu